# Marius Baryelon
Marius Baryelon, né le 18 avril 1923 à Arles (Bouches-du-Rhône) et mort le 22 novembre 2010 dans la même ville, est un homme politique français.

## Biographie
Limonadier à Arles, Marius Baryelon mène la liste poujadiste dans la deuxième circonscription des Bouches-du-Rhône en 1956.
Obtenant 11,3 % des voix, il est élu député. Mais son mandat est très court, car à la suite d'une réclamation de Félix Gouin, une commission d'enquête est chargée d'examiner la régularité de son élection. Celle-ci conclut par 17 voix contre 8 au caractère illégitime de l'apparentement de plusieurs listes issues de l'Union de défense des commerçants et artisans dans cette circonscription.
Le 7 février 1956, l'assemblée entérine (par 259 voix contre 194) cette analyse et invalide l'élection de Baryelon, au profit du socialiste Max Juvénal.

## Détail des fonctions et des mandats
Mandat parlementaire
- 2 janvier 1956 - 7 février 1956 : Député des Bouches-du-Rhône